# Sven Herdenberg

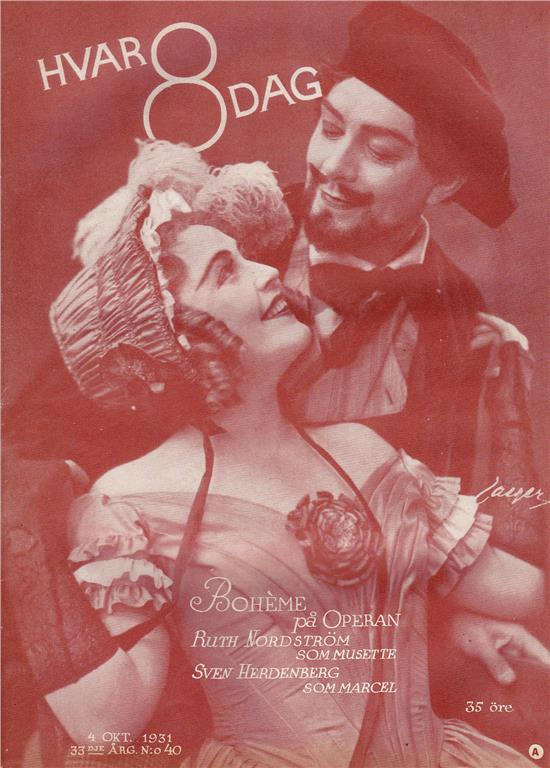
Ruth Nordström och Sven Herdenberg 1931

Sven Victor Engelbrekt Herdenberg, född 7 maj 1890 i Helsingborgs stadsförsamling i dåvarande Malmöhus län, död 19 juni 1957 i Oscars församling i Stockholm, var en svensk operasångare (baryton) och sångpedagog.

## Biografi
Sven Herdenberg var det enda barnet i familjen. Han var son till järnvägsingenjören Karl Viktor Herdenberg och Hulda Elisabet Berg. I sina unga år flyttade de på grund av faderns jobb på järnvägen runt till olika orter i Skåne och Småland, men flyttade i tonåren tillbaka till Helsingborg igen. Då han visade stor musikalisk talang begav sig Sven till Stockholm för att studera sång vid Kungl. Musikkonservatoriet 1911–1916 och därefter för att gå på Operaskolan.
Han gjorde sin debut på Kungliga Operan 1918 som Valentin i Faust och en dryg månad senare anförtroddes han rollen som Escamillo i Carmen. Formellt gick han i pension 1945 men fortsatte att sjunga ytterligare ett antal år och tog definitivt farväl i januari 1951 som Prosten i Värmlänningarna. Då hade han sjungit 3114 föreställningar i 118 produktioner och sällade sig då till tätgruppen bland de sångare som varit allra mest idoga. Jussi Björling sjöng han första gången med i november 1932 då han gjorde Belcore i Kärleksdrycken. Han skulle sedan fortsätta att sjunga med Jussi Björling i flera operor genom åren, däribland som Marcello i La Bohème och i Madama Butterfly, där han sjöng konsul Sharpless.
Herdenberg verkade även som sångpedagog. År 1949 startade han, tillsammans med dansösen Wilma Florice, en teater- och balettskola i Örebro.
Herdenberg gifte sig 1937 med Karin Ingeborg Block (1917–2001), som var dotter till köpmannen Nils August Block och Elvira Hermanna Maria Björklund. Tillsammans fick de sonen Caj Herdenberg och dottern Gunilla Herdenberg Agar. Han avled 1957 i sviterna av diabetes.

## Teater

### Roller (urval)
| Roll                      | Produktion            | Kompositör                   | Regi              | Teater            | År   |
| ------------------------- | --------------------- | ---------------------------- | ----------------- | ----------------- | ---- |
| Valentin                  | Faust                 | Charles Gounod               |                   |                   | 1918 |
| Escamillo                 | Carmen                | Georges Bizet                |                   | Kungliga Operan   | 1918 |
| Förste knekten            | Härvard Harpolekare   | Kurt Atterberg               | Harry Stangenberg | Kungliga Operan   | 1919 |
| Giovanni Genzardi         | Kavaljererna på Ekeby | Riccardo Zandonai            | Gösta Bergman     | Teatro alla Scala | 1925 |
| Per Dräng                 | Bäckahästen           | Kurt Atterberg               |                   | Kungliga Operan   | 1925 |
| En officer                | Ariadne på Naxos      | Richard Strauss              | Gustaf Bergman    | Kungliga Operan   | 1926 |
| Köysti av Karjanmaa       | Österbottningar       | Leevi Madetoja               |                   | Kungliga Operan   | 1927 |
| Greven                    | Klangen i fjärran     | Franz Schreker               |                   | Kungliga Operan   | 1927 |
| Belcore                   | Kärleksdrycken        | Gaetano Donizetti            |                   | Kungliga Operan   | 1932 |
| Greve Dominik             | Arabella              | Richard Strauss              | Harald André      | Kungliga Operan   | 1933 |
| Sharpless                 | Madama Butterfly      | Giacomo Puccini              |                   | Kungliga Operan   | 1936 |
| Kapten Victorien Dudevant | Die Kathrin           | Erich Wolfgang Korngold      |                   | Kungliga Operan   | 1939 |
| Klingsor                  | Parsifal              | Richard Wagner               |                   |                   |      |
| Scarpia                   | Tosca                 | Giacomo Puccini              |                   |                   |      |
| Marcel                    | La Bohéme             | Giacomo Puccini              |                   |                   |      |
| Gudfast                   | Arnljot               | Wilhelm Peterson-Berger      |                   |                   |      |
| Lawrence                  | Blåjackor             | Lajos Lajtai och Lauri Wylie | Sven Aage Larsen  | Oscarsteatern     | 1951 |
| Prosten                   | Värmlänningarna       | Andreas Randel               |                   |                   | 1951 |

## Diskografi

### Album
1929 - Manon Lescaut, Puccini
1933 - Stilla som sol i duvblå gryning, New Moon, Romberg
1933 - Säg att du evigt håller mig kär (Film: Två man om en änka), Sylvain
1934 - I la taberna ”Esperanza”, Schleich
1934 - Varje liten tös kan skänka romantik, Björklund
1934 - Capri,  Grosz
1935 - Blott ett steg, Thiel